# Sant Llorenç d'Isavarre
Sant Llorenç d'Isavarre és una església romànica del poble d'Isavarre, en el terme municipal d'Alt Àneu, a la comarca del Pallars Sobirà.

## Història
Ja està documentada l'any 1064 en un conveni entre Ramon VI i Artau I, pel qual la vila passava al comtat de Pallars Sobirà. Estava vinculada al monestir de Santa Maria de Gerri, domini que es va acabar el 1368.

## Arquitectura
És una església d'una sola nau coberta amb volta de canó, ampliada amb capelles i un campanar de torre. La nau està capçada a llevant per un absis semicircular precedit d'un ampli arc presbiteral, tots dos aixoplugats per una sola coberta, amb un ràfec decorat a base de permòdols esculpits. La teulada està sobrealçada sobre la volta de canó, i el paviment de la nau és fet amb còdols, com en altres esglésies de l'entorn.
L'element més notable de l'edifici és la portalada, que recorda les de les esglésies de Sant Joan d'Isil, Sant Lliser d'Alós d'Isil i Sant Martí de Borén, realitzades segurament pel mateix escultor o taller d'escultors. Consta de tres arquivoltes extradossades per un guardapols ornat amb un escatat i amb rosetes dins de cercles. La segona i tercera arquivolta també estan ornades amb rosetes combinades amb peces cilíndriques. Les arquivoltes se sustenten sobre columnes llises que acaben en capitells esculpits amb rostres humans i amb dos ocells enfrontats.

## Les pintures
L'església era decorada amb pintures murals romàniques repartides en l'actualitat entre el Museu Nacional d'Art de Catalunya (MNAC) (Barcelona), el Museu Diocesà d'Urgell (MDU) (la Seu d'Urgell) i el Toledo Museum of Art (TMA) (Ohio, Estats Units).

### Les pintures d'Isavarre al MNAC
- Imatge de Santa Caterina procedent d'Isavarre

### Les pintures d'Isavarre al MDU
- Pàgina web del Museu Diocesà d'Urgell, on es pot veure el Grup pictòric d'Isavarre Arxivat 2008-05-11 a Wayback Machine.

### Les pintures d'Isavarre al TMA
- Imatge de Sant Joan procedent d'Isavarre[Enllaç no actiu]

També compta amb una pica baptismal de pedra, de talla romànica.